# Martin Škrtel
Martin Škrtel (sinh ngày 15 tháng 12 năm 1984) là một cầu thủ bóng đá người Slovakia thi đấu tại vị trí trung vệ cho câu lạc bộ Spartak Trnava tại Slovak Super Liga. Anh từng mang băng thủ quân Đội tuyển bóng đá quốc gia Slovakia.
Anh từng chơi cho Trenčin và Zenit Saint Petersburg trước khi gia nhập Liverpool với giá 6,5 triệu bảng vào tháng 1 năm 2008. Sau 8 năm rưỡi gắn bó với Liverpool, anh có 319 trận ra sân chính thức và ghi được 18 bàn thắng. Năm 2016, anh chuyển sang Thổ Nhĩ Kỳ khoác áo Fenerbahçe. Škrtel cũng từng 4 lần được vinh danh là Cầu thủ xuất sắc nhất năm của bóng đá Slovakia.
Škrtel có trận ra mắt đội tuyển quốc gia Slovakia vào năm 2004 và đã có tổng cộng 104 lần khoác áo đội tuyển. Anh là cầu thủ ra sân nhiều thứ ba của đất nước mình vào thời điểm năm 2019, sau Marek Hamšík và Miroslav Karhan. Anh đã đại diện cho Slovakia tham dự FIFA World Cup 2010 và UEFA Euro 2016.

## Tiểu sử
Škrtel lớn lên ở Raztocno. Anh bắt đầu chơi bóng từ khi 6 tuổi; mặc dù có năng khiếu về môn hockey trên băng, song anh lại theo nghiệp của cha. Anh là em út trong gia đình có 3 chị em, với một người anh trai là Dusan và chị gái Marcela.
Škrtel chơi ở vị trí hậu vệ cánh hoặc tiền đạo cho tới khi 16 tuổi khi anh được đề nghị chơi ở vị trí trung vệ cho đội trẻ Slovakia. Anh chấp nhận mặc dù chưa bao giờ chơi ở vị trí này.

### Trencin
Skrtel bắt đầu sự nghiệp thi đấu chuyên nghiệp ở FK AS Trencin. Anh chơi 45 trận ở đây từ năm 2001 đến năm 2004.

### Zenit Saint Petersburg
Skrtel chơi trận đấu đầu tiên cho FK Zenit Sankt Petersburg ở giải vô địch quốc gia Nga vào ngày 31 tháng 7 năm 2004. Anh nói rằng sự hiện diện của các cầu thủ người Slovakia và Séc ở đây giúp anh nhanh chóng thích nghi với đội bóng mới.anh chơi 113 trận và ghi 5 bàn cho câu lạc bộ. Valencia, Tottenham Hotspur, Everton, và Newcastle United đều cho biết đã quan tâm tới anh, nhưng cuối cùng anh đã ký hợp đồng với Liverpool vào tháng 1 năm 2008.

### Liverpool
Skrtel đến Liverpool vào ngày 11 tháng 1 năm 2008 trong một bảng hợp đồng 4,5 năm với mức giá 6,5 triệu bảng Anh. Sau khi hoàn thành bản hợp đồng, huấn luyện viên Rafael Benítez nói:
"Cậu ấy rất năng nổ, nhanh nhẹn, tranh bóng bổng tốt và tôi nghĩ sẽ là một cầu thủ rất tốt cho tương lai và cả hiện tại. Tính cạnh tranh của cậu ấy là rất cao, nhưng sự bình tính của cậu ấy theo tôi cũng là rất cao."
Anh có trận đấu đầu tiên trong trận tiếp Aston Villa và đeo áo số 37 cho Liverpool. Benítez cũng so sánh Škrtel với hậu vệ hiện tại của Liverpool là Jamie Carragher.
Vào 26 tháng 1 năm 2008, Škrtel có trận đấu đầu tiên chơi đầy đủ cho Liverpool ở vòng 4 cúp FA tiếp Havant & Waterlooville, khi anh đã không may tạo ra 1 quả phạt góc cho đối phương và từ tình huống đó Liverpool bị dẫn 1-0, cũng như 1 cú đốt lưới nhà khiến Liverpool bị dẫn 2-1 trước khi cân bằng tỉ số. Nhưng anh lại có một màn trình diễn tuyệt vời trong trận tiếp Chelsea ở giải nội địa, với những pha chặn và phá bóng tốt, và được bầu là cầu thủ xuất sắc nhất trận theo bình chọn của cổ động viên Liverpool. Cổ động viên Liverpool bắt đầu tin tưởng ở Škrtel kể từ màn trình diễn trong trận đó và anh hiện được coi là một nhân tố chủ chốt trong đội hình.
Skrtel có một khởi đầu sáng lại ở mùa giải 2008-09, ra sân tất cả các trận và đẩy Daniel Agger lên ghế dự bị. Anh có nhiều trận đấu thành công cùng Jamie Carragher trước các đội bóng mạnh như Manchester United, Everton và Olympique Marseille.
Vào ngày 5 tháng 10 năm 2008, anh bị dính một chấn thương trong trận Liverpool thắng 3-2 trước Manchester City trong một pha phá bóng vụng về và bị ngã khiến anh phải rời sân bằng cáng.Martin khi đó rất đau và sốc, trong khi anh đang được đưa khỏi sân, anh phải thở bằng sự trợ giúp của máy thở. Sau đó được biết anh đã bị đứt dây chằng chữ thập. Anh trở lại vào ngày 28 tháng 12 năm 2008, khi vào sân trong trận tiếp Newcastle United.

## Thi đấu quốc tế
Skrtel đã từng chơi cho đội tuyển trẻ của Slovakia. Vào năm 2004, anh có trận đấu đầu tiên cho đội tuyển Slovakia. Tính đến tháng 10 năm 2019, Skrtel đã chơi 104 trận cho đội tuyển Slovakia và ghi 6 bàn. Sau đó anh quyết định chia tay đội tuyển Slovakia sau 13 năm gắn bó.

## Thống kê sự nghiệp

### Câu lạc bộ
Tính đến 2 tháng 9 năm 2019
| Câu lạc bộ          | Câu lạc bộ             | Giải đấu            | Giải đấu            | Cúp quốc gia     | Cúp quốc gia     | Cúp liên đoàn | Cúp liên đoàn | Châu lục      | Châu lục     | Tổng cộng     | Tổng cộng    |
| Mùa giải            | Câu lạc bộ             | Số lần ra sân       | Số bàn thắng        | Số lần ra sân    | Số bàn thắng     | Số lần ra sân | Số bàn thắng  | Số lần ra sân | Số bàn thắng | Số lần ra sân | Số bàn thắng |
| Nga                 | Nga                    | Giải ngoại hạng Nga | Giải ngoại hạng Nga | Cúp quốc gia Nga | Cúp quốc gia Nga | –             | –             | Châu Âu       | Châu Âu      | Total         | Total        |
| ------------------- | ---------------------- | ------------------- | ------------------- | ---------------- | ---------------- | ------------- | ------------- | ------------- | ------------ | ------------- | ------------ |
| 2004                | Zenit Saint Petersburg | 7                   | 0                   | 2                | 0                | –             | –             | 5             | 0            | 14            | 0            |
| 2005                | Zenit Saint Petersburg | 18                  | 1                   | 6                | 0                | –             | –             | 4             | 0            | 28            | 1            |
| 2006                | Zenit Saint Petersburg | 26                  | 1                   | 6                | 2                | –             | –             | 5             | 0            | 37            | 3            |
| 2007                | Zenit Saint Petersburg | 23                  | 1                   | 6                | 0                | –             | –             | 5             | 0            | 34            | 1            |
| Tổng cộng           | Tổng cộng              | 74                  | 3                   | 20               | 2                | –             | –             | 19            | 0            | 113           | 5            |
| Anh                 | Anh                    | League              | League              | FA Cup           | FA Cup           | League Cup    | League Cup    | Châu Âu       | Châu Âu      | Tổng cộng     | Tổng cộng    |
| 2007–08             | Liverpool              | 14                  | 0                   | 1                | 0                | 0             | 0             | 5             | 0            | 20            | 0            |
| 2008–09             | Liverpool              | 21                  | 0                   | 2                | 0                | 0             | 0             | 7             | 0            | 30            | 0            |
| 2009–10             | Liverpool              | 19                  | 1                   | 2                | 0                | 2             | 0             | 6             | 0            | 29            | 1            |
| 2010–11             | Liverpool              | 38                  | 2                   | 1                | 0                | 0             | 0             | 10            | 0            | 49            | 2            |
| 2011–12             | Liverpool              | 34                  | 2                   | 5                | 1                | 6             | 1             | 0             | 0            | 45            | 4            |
| 2012–13             | Liverpool              | 25                  | 2                   | 1                | 0                | 0             | 0             | 7             | 0            | 33            | 2            |
| 2013–14             | Liverpool              | 36                  | 7                   | 2                | 0                | 1             | 0             | 0             | 0            | 39            | 7            |
| 2014–15             | Liverpool              | 33                  | 1                   | 5                | 0                | 3             | 0             | 7             | 0            | 48            | 1            |
| 2015–16             | Liverpool              | 22                  | 1                   | 0                | 0                | 3             | 0             | 2             | 0            | 27            | 1            |
| Tổng cộng           | Tổng cộng              | 242                 | 16                  | 19               | 1                | 15            | 1             | 43            | 0            | 319           | 18           |
| Thổ Nhĩ Kỳ          | Thổ Nhĩ Kỳ             | League              | League              | Cup              | Cup              | –             | –             | Châu Âu       | Châu Âu      | Tổng cộng     | Tổng cộng    |
| 2016–17             | Fenerbahçe             | 31                  | 2                   | 2                | 1                | –             | –             | 10            | 0            | 43            | 3            |
| 2017–18             | Fenerbahçe             | 21                  | 3                   | 5                | 0                | –             | –             | 4             | 0            | 30            | 3            |
| 2018–19             | Fenerbahçe             | 27                  | 1                   | 4                | 0                | –             | –             | 9             | 0            | 40            | 1            |
| Tổng cộng           | Tổng cộng              | 79                  | 6                   | 16               | 1                | –             | –             | 24            | 0            | 119           | 7            |
| Ý                   | Ý                      | Serie A             | Serie A             | Coppa Italia     | Coppa Italia     | –             | –             | Châu Âu       | Châu Âu      | Tổng cộng     | Tổng cộng    |
| 2019–20             | Atalanta               | 0                   | 0                   | 0                | 0                | –             | –             | 0             | 0            | 0             | 0            |
| Tổng cộng           | Tổng cộng              | 0                   | 0                   | 0                | 0                | –             | –             | 0             | 0            | 0             | 0            |
| Tổng cộng sự nghiệp | Tổng cộng sự nghiệp    | 395                 | 25                  | 55               | 4                | 15            | 1             | 86            | 1            | 552           | 30           |

### Bàn thắng quốc tế
| #  | Ngày                 | Địa điểm                                           | Đối thủ     | Bàn thắng | Kết quả | Giải đấu                 |
| -- | -------------------- | -------------------------------------------------- | ----------- | --------- | ------- | ------------------------ |
| 1. | 2 tháng 9 năm 2006   | Tehelné pole, Bratislava, Slovakia                 | Síp         | 1–0       | 6–1     | Vòng loại Euro 2008      |
| 2. | 7 tháng 2 năm 2007   | Jerez de la Frontera, Cádiz, Tây Ban Nha           | Ba Lan      | 2–0       | 2–2     | Giao hữu                 |
| 3. | 24 tháng 3 năm 2007  | Sân vận động GSP, Nicosia, Síp                     | Síp         | 2–1       | 3–1     | Vòng loại Euro 2008      |
| 4. | 13 tháng 10 năm 2007 | Mestský štadión, Dubnica, Slovakia                 | San Marino  | 4–0       | 7–0     | Vòng loại Euro 2008      |
| 5. | 6 tháng 9 năm 2008   | Tehelné pole, Bratislava, Slovakia                 | Bắc Ireland | 1–0       | 2–1     | Vòng loại World Cup 2010 |
| 6. | 11 tháng 11 năm 2008 | Sân vận động Antona Malatinského, Trnava, Slovakia | Litva       | 3–0       | 4–0     | Vòng loại World Cup 2018 |

## Danh hiệu
- Vô địch giải trẻ Slovakia:2001

Zenit Saint Petersburg:
- Giải vô địch quốc gia Nga: 2007

Cá nhân
- Cầu thủ Slovakia của năm: 2007,2008, 2006 về nhì
- Danh sách 33 cầu thủ xuất sắc nhất giải vô địch quốc gia Nga:đứng thứ 3 ở vị trí trung vệ vào năm 2006